# Muscotah, Kansas
Muscotah là một thành phố thuộc quận Atchison, tiểu bang Kansas, Hoa Kỳ. Năm 2010, dân số của xã này là 176 người.

## Dân số
Dân số các năm:
- Năm 2000: 200 người
- Năm 2010: 176 người